# 珠屋洋菓子店
珠屋洋菓子店（たまやようがしてん）は、神奈川県逗子市逗子1丁目5-8にある洋菓子店兼喫茶店である。正式社名は珠屋株式会社。

## 概要
JR横須賀線・逗子駅のロータリー側から逗子銀座通りへ入って進み、右手側の店舗の並びにある。
1950年（昭和25年）1月10日創業。創業以来、長く老舗の洋菓子店として地元の人々を中心に人気があり、逗子市広報大使を務める石原良純や、石原伸晃・石原慎太郎等、石原家御用達の店として、たびたびメディアなどにも取り上げられている。
こだわりのバターを中心に、添加物無添加の高級感のある体に優しい洋菓子を提供していることが特徴である。

## 役員
- 代表取締役・加藤 千津子